# Торговля насекомыми

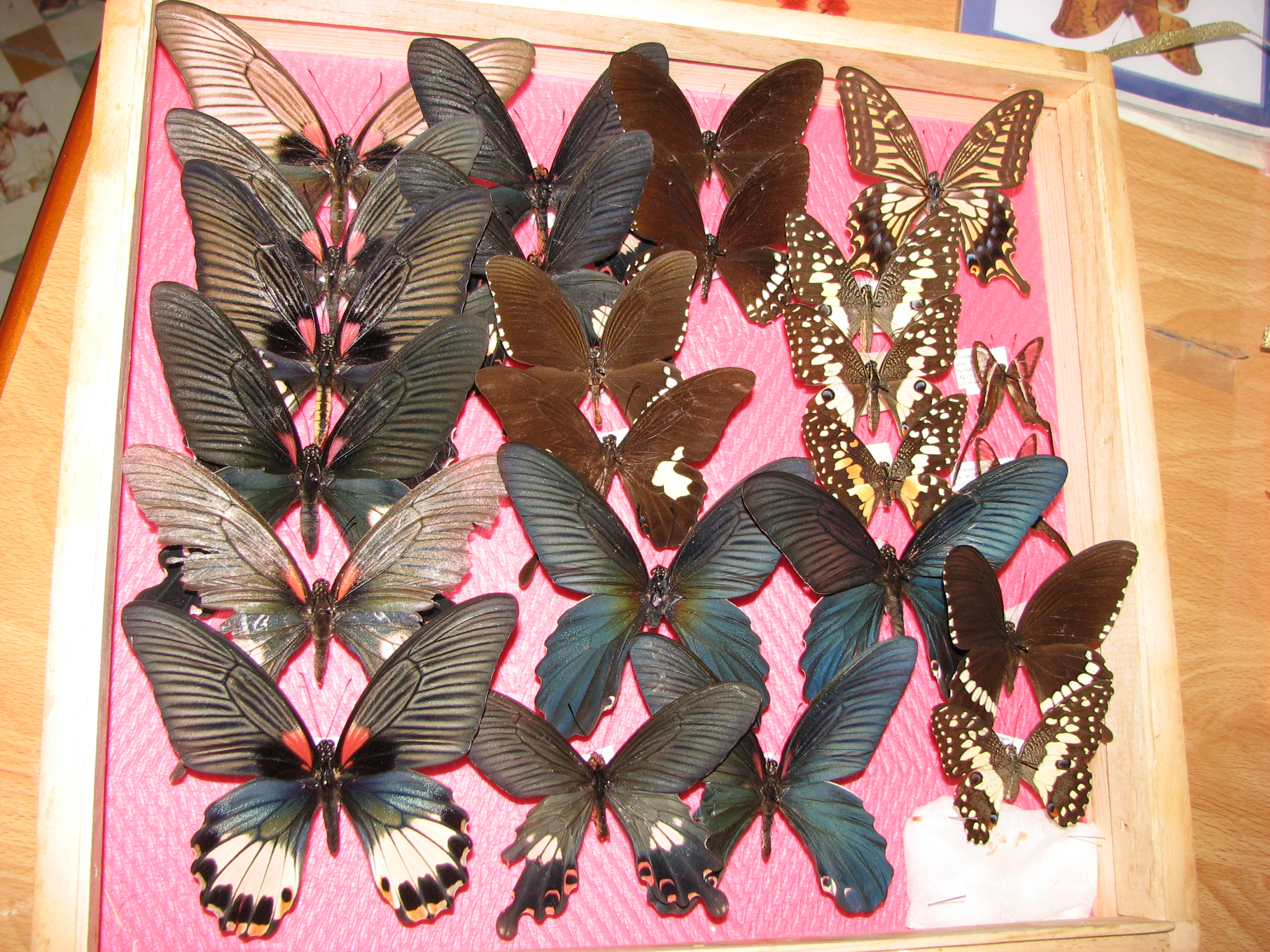
Коллекция бабочек Вьетнама Александра Монастырного

Торговля насекомыми — это покупка и продажа насекомых (живых или мертвых) на внутреннем и внешнем рынке.

## Торговля насекомыми для их употребления в пищу и иного использования

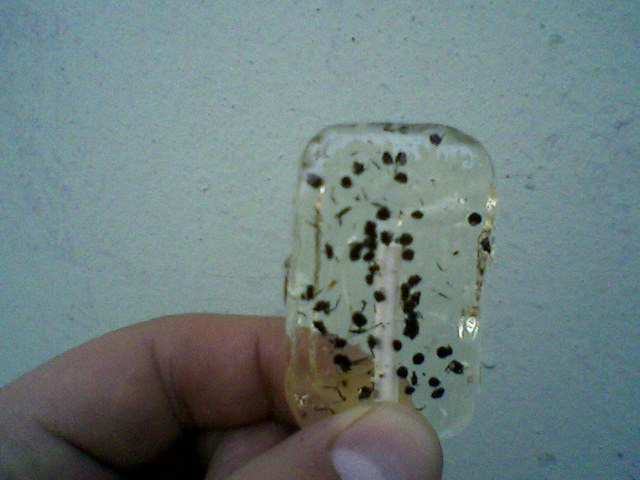
Леденец с муравьями

В некоторых странах и культурах насекомых употребляют в пищу. В связи с этим их можно приобрести в торговых точках, в том числе на улицах. Тараканов в Китае разводят на продажу специально. Тараканьи фермы в этой стране являются популярным объектом для инвестирования.

## Торговля насекомыми для нужд коллекционирования

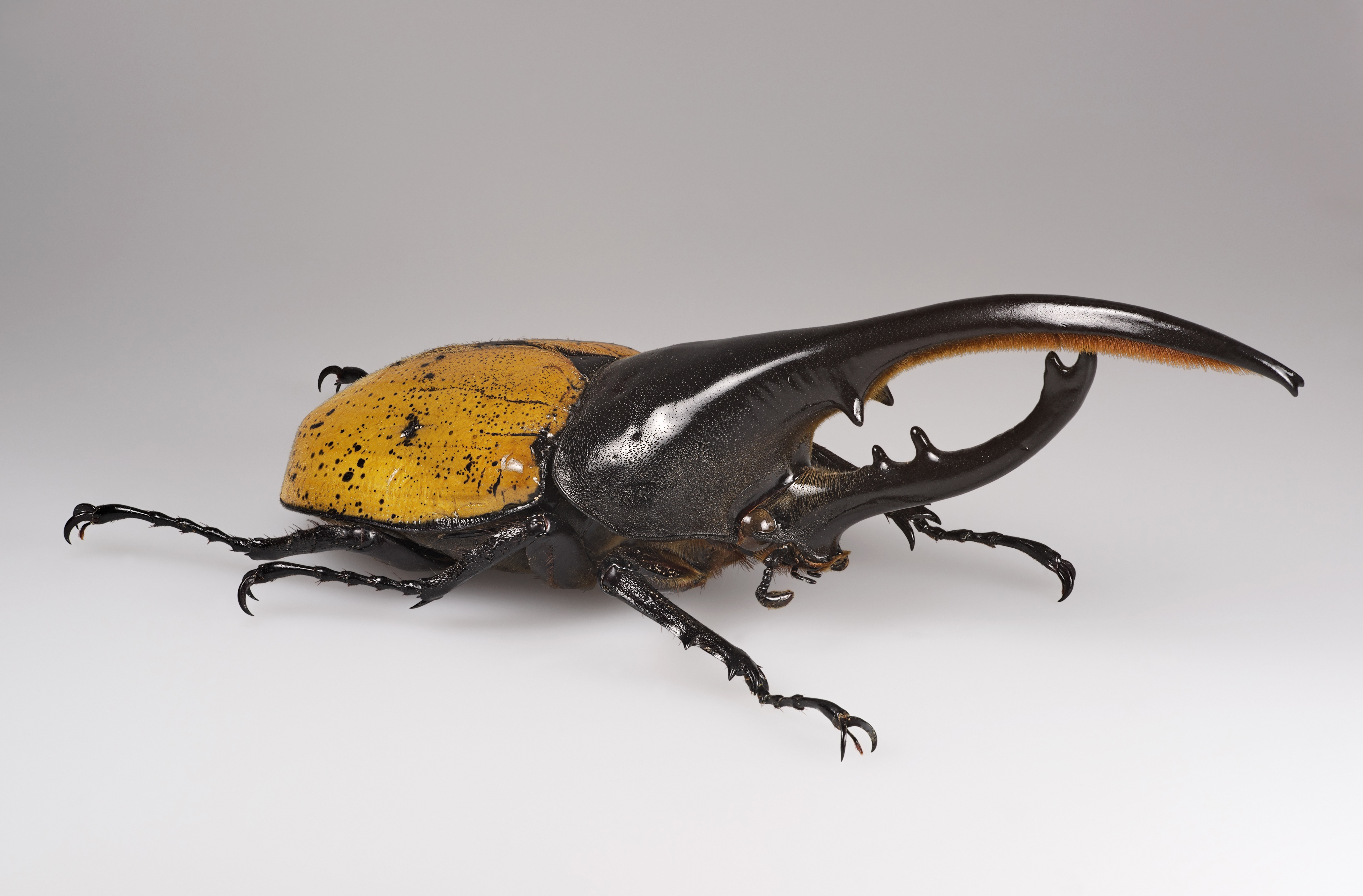
Жук-геркулес

Коллекционеры, в том числе начинающие энтомологи, готовы приобрести различных насекомых, в том числе редких или примечательных своей красотой, размерами, названием и т. п. Любители могут ориентироваться на внешний вид экземпляра, а профессионалы — желать получить внешне невзрачную мелкую бабочку, которая, однако, редка и почти не изучена. Популярна как сувенирная продукция (рамки с бабочками, жуками), так и приобретение экземпляров для научной работы или выставочного хранения. Покупают насекомых и музеи.
При этом имеет место дискуссия о возможном вреде для благополучия того или иного вида насекомых из-за его сбора на местности, в том числе для продажи. Одни защитники природы утверждают, что это может привести к вымиранию видов. Однако некоторые энтомологи считают, что вид насекомых в принципе не может быть уничтожен в природе подобным образом, и, следовательно, сборы безопасны. Вывоз пойманных в некоторых странах редких или причисленных к ценным насекомых может быть запрещен и караться в соответствии с уголовным законодательством. Так, в индийском штате Сикким были обвинены в незаконной ловле насекомых и арестованы энтомологи Олег Аммосов и Виктор Синяев.
Одновременно стоит отметить, что сбор насекомых для последующей продажи иногда позволяет местным жителям тропических стран заработать деньги. Иногда продают собранных в лесу насекомых, иногда их специально разводят. На Новой Гвинее отмечен сбор коконов бабочек ради продажи вылупившихся уже в «неволе» имаго.
Насекомых, например, мадагаскарских тараканов, могут также продавать в качестве экзотических домашних животных.

## Торговля насекомыми в России
В России существуют специальные магазины для энтомологов в которых можно приобрести, в том числе, сувениры с насекомыми. Также распространена тайная торговля, когда специалист, часто — практикующий энтомолог, продает насекомых внутри сообщества, отдавая часть денег их профессиональному сборщику. Последних в стране насчитывается, по одной из оценок, около сотни.
Насекомых из тропических стран иногда контрабандой ввозят в Россию.